# Der Heidehof Conference & Spa Resort Ingolstadt

## Der Heidehof – Conference & Spa Resort
Der Heidehof – Conference & Spa Resort ist ein privat geführtes 4‑Sterne‑Superior‑Hotel in Gaimersheim (Landkreis Eichstätt), Bayern. Das Haus vereint Tagungs‑ und Wellnessangebote und richtet sich gleichermaßen an Geschäftsreisende wie Urlaubsgäste.

## Geschichte
Das Hotel wurde im Jahr 1992 von der Familie Michael Sengl und Ernst Sengl übernommen und wird seither privat geführt. Im Jahr 2025 erfolgte eine umfassende Modernisierung des Tagungs- und Wellnessbereichs.

## Lage
Der Heidehof liegt am Ortsrand von Gaimersheim bei Ingolstadt und ist verkehrsgünstig an die Autobahn A9 sowie die Bundesstraße B13 angebunden. Die Nähe zum Audi Forum Ingolstadt sowie zum Naturpark Altmühltal macht das Hotel attraktiv für Geschäfts- und Freizeitreisende.

## Ausstattung
Das Hotel verfügt über insgesamt 113 Zimmer, darunter mehrere Deluxe-Zimmer und 3 Suiten. Zur Ausstattung gehören WLAN, Flachbildfernseher, Minibar, teilweise Klimaanlage sowie modern eingerichtete Bäder.

### Wellnessbereich
Der Wellnessbereich des Heidehof umfasst eine Fläche mit Innen- und Außenpool, eine großzügige Sonnenterrasse mit Poolbar, sowie verschiedene Saunen, darunter eine Himalaya-Salz-Sauna, Finnische Sauna, Dampfbad, Tepidarium und Kneippbecken. Ergänzt wird das Angebot durch einen Whirlpool, Erlebnisduschen, Ruhebereiche und einen Beauty- & Massagebereich.

### Tagungsbereich
Für Businessgäste bietet das Hotel 7 Tagungsräume mit moderner Konferenztechnik, Tageslicht und individueller Bestuhlung. Der größte Raum fasst bis zu 120 Personen. Die Umgestaltung des Tagungsbereichs erfolgte im Jahr 2025. Ein großzügiges Foyer ermöglicht Pausenbewirtung und Begleitveranstaltungen.

## Gastronomie
Das Hotelrestaurant „Maxwell“ serviert regionale und internationale Küche à la carte. Ergänzt wird das Angebot durch Halbpensionsmenüs, kulinarische Events wie das „Romeo & Julia Dinner“, das Format „Le Petit“ sowie ein reichhaltiges Frühstücksbuffet mit Live-Cooking.

## Freizeit & Umgebung
Gäste können die Umgebung für Freizeitaktivitäten wie Radfahren und Wandern nutzen. Zu den beliebten Ausflugszielen zählen der Naturpark Altmühltal, der Dinopark Denkendorf sowie das Designer-Outlet Ingolstadt Village.

## Auszeichnungen
Das Hotel ist durch die Hotelstars Union als 4-Sterne-Superior klassifiziert. Weitere regionale Auszeichnungen oder Rankings werden regelmäßig auf Bewertungsportalen wie HolidayCheck und Booking.com hervorgehoben.